# Новоставці (Шептицький район)
Новоста́вці — село в Україні, у Лопатинській селищні громаді, Шептицького району Львівської області. Населення становить 362 особи.

## Географія
Розташоване по обидва береги річки Старий Рів, лівій притоці Стиру.

## Населення

### Мова
Розподіл населення за рідною мовою за даними перепису 2001 року:
| Мова       | Кількість | Відсоток |
| ---------- | --------- | -------- |
| українська | 360       | 99.45%   |
| російська  | 2         | 0.55%    |
| Усього     | 362       | 100%     |

## Відомі люди
- Демчинський Володимир Ярославович (21 березня 1990, с. Новоставці — 9 січня 2024, поблизу с. Залізне, Бахмутський район, Донецька область) — український військовик, молодший сержант Збройних сил України, учасник російсько-української війни. Служив у військовій частині Т0910[2].